# Інтермодальний контейнер

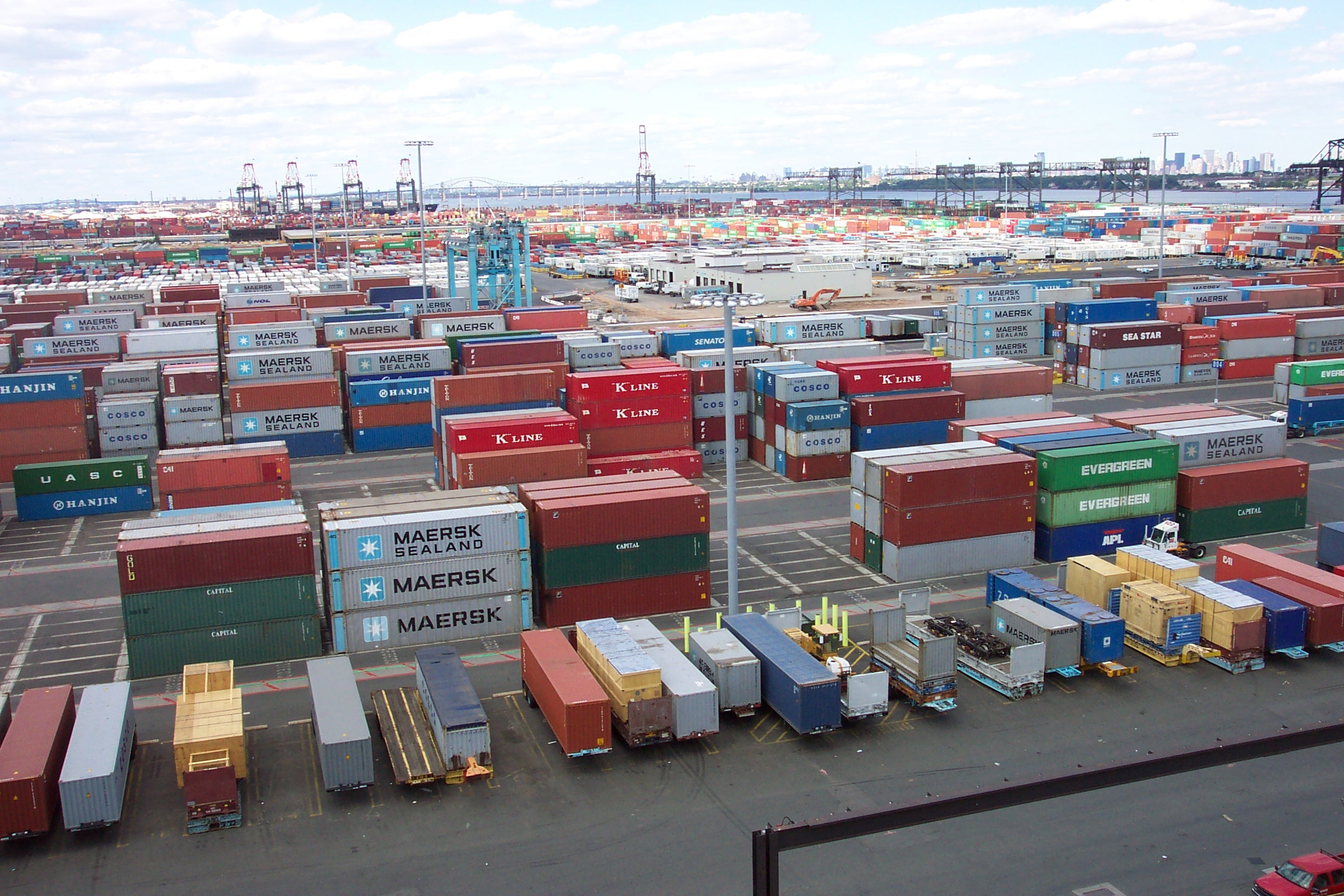
Контейнерний термінал в порту

Інтермодальний контейнер (англ. Intermodal container, від to contain — «містити») — транспортний контейнер, призначений для зберігання або перевезення будь-чого. На транспорті найбільше застосування отримали так звані універсальні контейнери.

## Використання

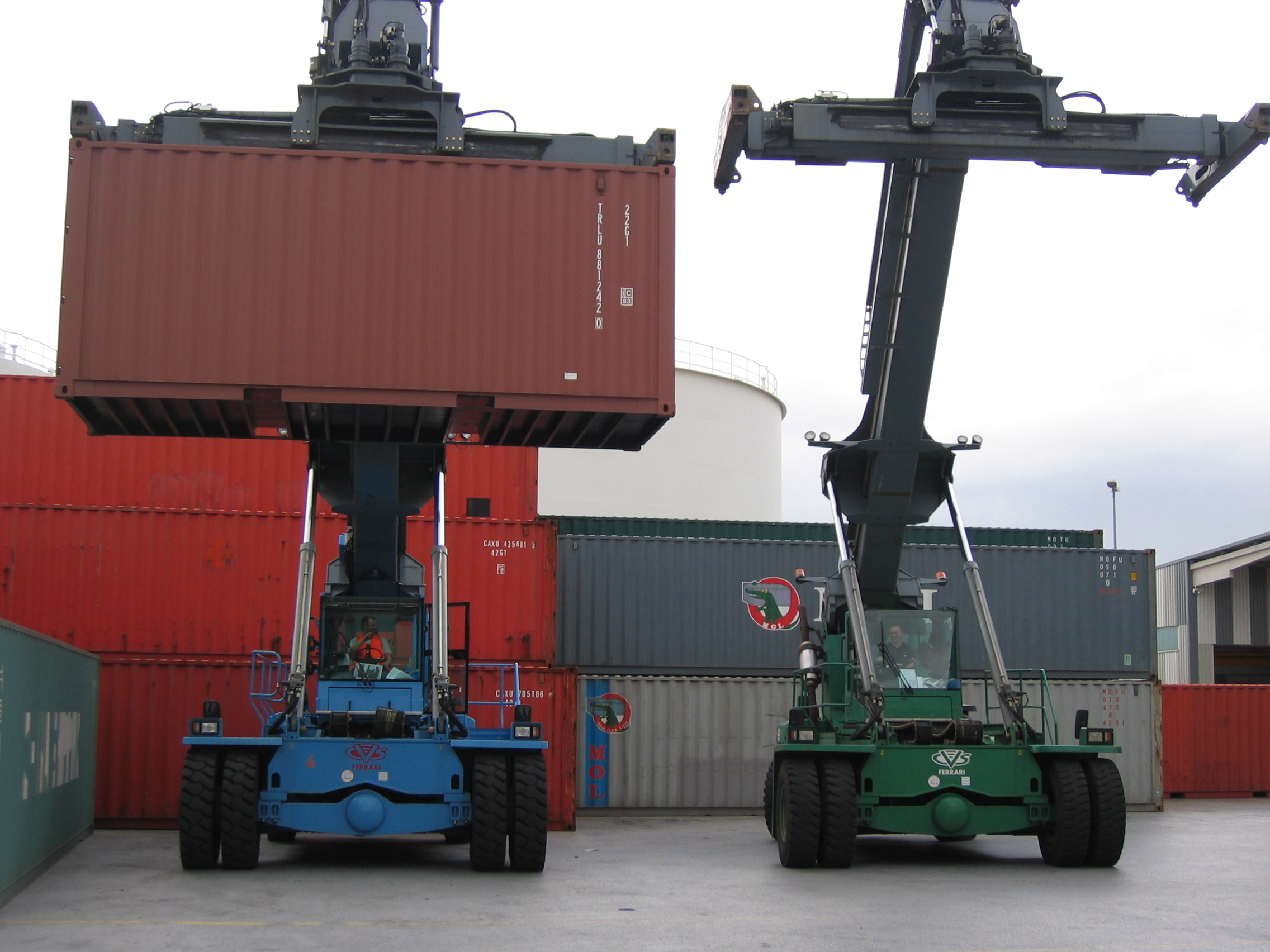
Ричстакер — навантажувач для контейнерів

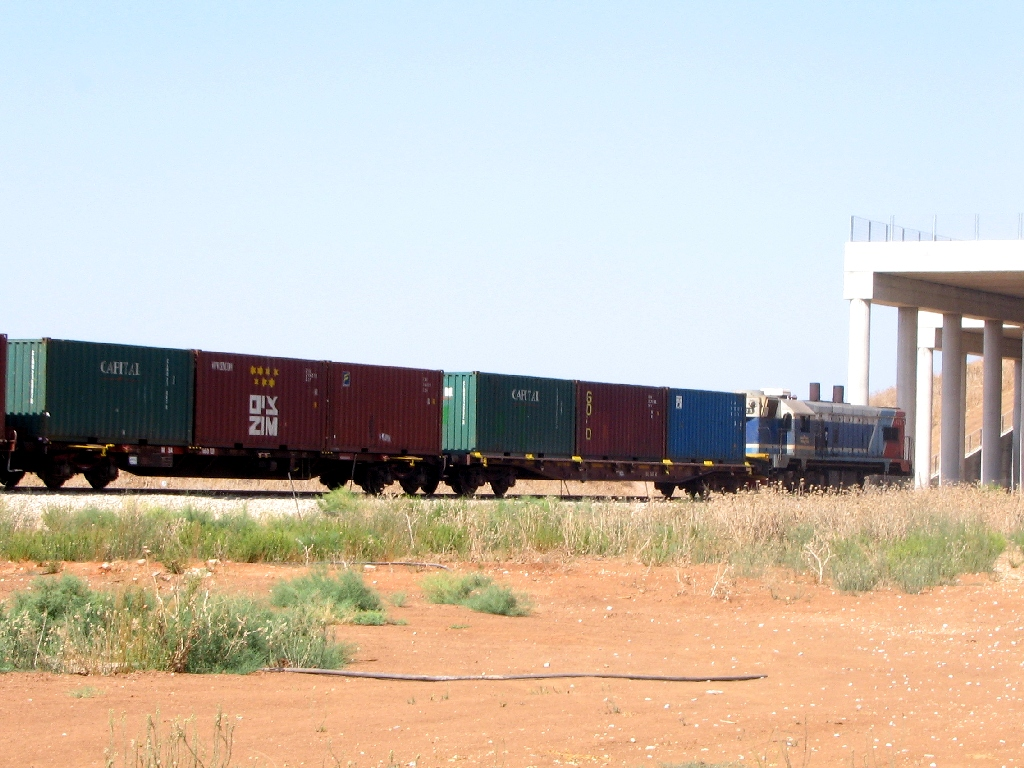
Вагони-контейнеровози (Ізраїль, 2008 год)

Для морського транспортування контейнерів застосовують спеціальні судна — контейнеровози, у залізничному транспорті для цих цілей використовують платформи і піввагони, в автомобільному — напівпричепи-контейнеровози.

## TEU, FEU
Twenty-foot Equivalent Unit — одиниця вимірювання, рівна об'єму, займаному стандартним 20-футовим контейнером. Використовується в підрахунку місткості контейнеровозів або місця зберігання контейнерів.
Forty-foot Equivalent Unit — одиниця вимірювання, рівна об'єму, займаному стандартним 40-футовим контейнером. Один 40-футовий контейнер FEU рівний двом 20-футовим TEU.

### Параметри контейнерів
|                   |                 | 20-футовий контейнер   | 20-футовий контейнер | 40-футовий контейнер   | 40-футовий контейнер | 45-футовий високий кубічний контейнер | 45-футовий високий кубічний контейнер |
| англійська міра   | метрична міра   | англійська міра        | метрична міра        | англійська міра        | метрична міра        |                                       |                                       |
| Зовнішній розмір  | Довжина         | 20 футів 4 дюйми       | 6,058 м              | 40 футів 0 дюймів      | 12,192 м             | 45 футів 0 дюймів                     | 13,716 м                              |
| Зовнішній розмір  | Ширина          | 8 футів 0 дюймів       | 2,438 м              | 8 футів 0 дюймів       | 2,438 м              | 8 футів 0 дюймів                      | 2,438 м                               |
| Зовнішній розмір  | Висота          | 8 футів 6 дюймів       | 2,591 м              | 8 футів 6 дюймів       | 2,591 м              | 9 футів 6 дюймів                      | 2,896 м                               |
| Внутрішні розміри | Довжина         | 19 футів 4 13/16 дюйма | 5,898 м              | 39 футів 5 45/64 дюйма | 12,032 м             | 44 фути 4 дюйми                       | 13,556 м                              |
| Внутрішні розміри | Ширина          | 7 футів 8 19/32 дюйма  | 2,352 м              | 7 футів 8 19/32 дюйма  | 2,352 м              | 7 футів 8 19/32 дюйма                 | 2,352 м                               |
| Внутрішні розміри | Висота          | 7 футів 9 57/64 дюйма  | 2,385 м              | 7 футів 9 57/64 дюйма  | 2,385 м              | 8 футів 9 15/16 дюйма                 | 2,698 м                               |
| Дверний отвір     | Ширина          | 7 футів 8 1/8 дюйма    | 2,343 м              | 7 футів 8 1/8 дюйма    | 2,343 м              | 7 футів 8 1/8 дюйма                   | 2,343 м                               |
| Дверний отвір     | Висота          | 7 футів 5 3/4 дюйма    | 2,280 м              | 7 футів 5 3/4 дюйма    | 2,280 м              | 8 футів 5 49/64 дюйма                 | 2,585 м                               |
| Об'єм             | Об'єм           | 1 169 фт³              | 33,1 м³              | 2 385 фт³              | 67,5 м³              | 3 040 фт³                             | 86,1 м³                               |
| Маса брутто       | Маса брутто     | 52,910 фунта           | 24,000 кг            | 67,200 фунта           | 30,480 кг            | 67,200 фунта                          | 30,480 кг                             |
| Маса нетто        | Маса нетто      | 5,140 фунта            | 2,330 кг             | 8,820 фунта            | 4,000 кг             | 10,580 фунта                          | 4,800 кг                              |
| Корисний вантаж   | Корисний вантаж | 47,770 фунта           | 21,670 кг            | 58,380 фунта           | 26,480 кг            | 56,620 фунта                          | 25,680 кг                             |

## Фрахт (вартість перевезення)
Типовий фрахт (вартість перевезення) 20-футового контейнера з портів Азії до північних портів Європи становить близько 1000 доларів США. Проте ставки можуть падати удвічі.